# Straßenbahn Le Havre
Die Straßenbahn Le Havre (französisch Tramway du Havre) ist das Straßenbahnsystem in der französischen Stadt Le Havre. Das neue Netz in der größten Stadt der Normandie wurde am 12. Dezember 2012 eröffnet. Es ist im Besitz des Gemeindeverbandes Communauté d’agglomération Havraise und wird vom Verkehrsunternehmen CTPO, einer Tochtergesellschaft von Veolia Transdev, betrieben. Das Streckennetz umfasst zwei Linien mit einer Gesamtlänge von 13 Kilometern. Mit Stand 2024 werden 50 000 Fahrgäste pro Tag befördert.
Bereits von 1874 bis 1951 bestand in Le Havre eine Straßenbahn.

## Die alte Straßenbahn (1874–1951)

### Pferdebahn

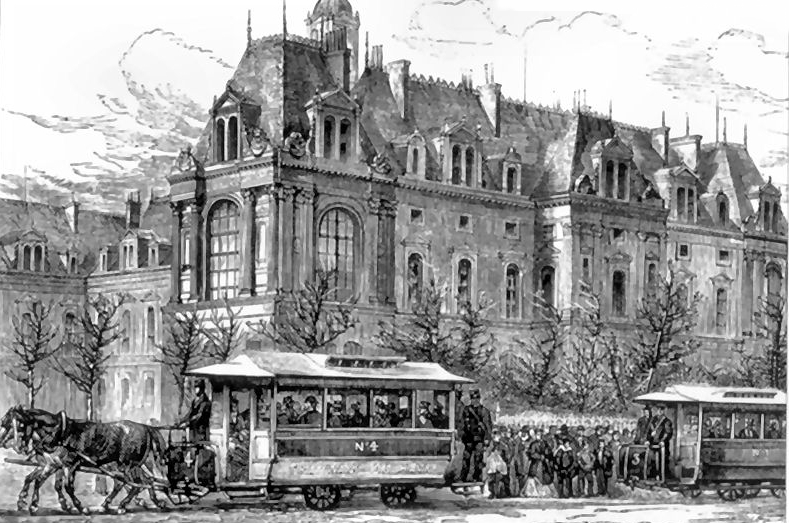
Pferdebahn in Le Havre

Le Havre, das im frühen 16. Jahrhundert als Hafenstadt gegründet worden war, erhielt 1847 Anschluss ans Eisenbahnnetz. Dies führte zu einer raschen Industrialisierung, was wiederum einen markanten Anstieg der Einwohnerzahl nach sich zog. Die Stadt strebte zu Beginn der 1870er Jahre danach, die zunehmenden Verkehrsprobleme zu lösen. Die seit der Zeit der Julimonarchie verkehrenden Pferdeomnibusse genügten den Ansprüchen nicht mehr. 1872 stellte de belgische Geschäftsmann Frédéric de la Hault, der im Namen der Banque Française et Italienne tätig war, ein Projekt zum Bau einer Pferdebahn vor. Kurz nachdem die Stadtbehörden das Projekt am 3. November 1873 genehmigt hatten, begannen die Bauarbeiten. Die erste Linie wurde am 1. Februar 1874 eröffnet. Sie verband die Landungsbrücke mit der Rue de Paris, dem Rathaus und dem Octroi de Rouen (Zollhaus).
In den ersten 14 Betriebstagen nutzten über 80.000 Fahrgäste die neue Bahn. Dieser Erfolg führte zum Ausbau des Streckennetzes. Zwischen dem 1. Oktober 1875 und dem 8. Mai 1879 wurde in mehreren Etappen eine zweite Linie eröffnet. Sie führte vom Rathaus über Quatre Chemins und Broche à Rotir zum Carreau de Sainte-Adresse. Zwischenzeitlich übertrug die Banque Française et Italienne am 2. Februar 1876 die Betriebsführung an die Compagnie générale française de tramways (CGFT).

### Elektrifizierung und Erweiterung

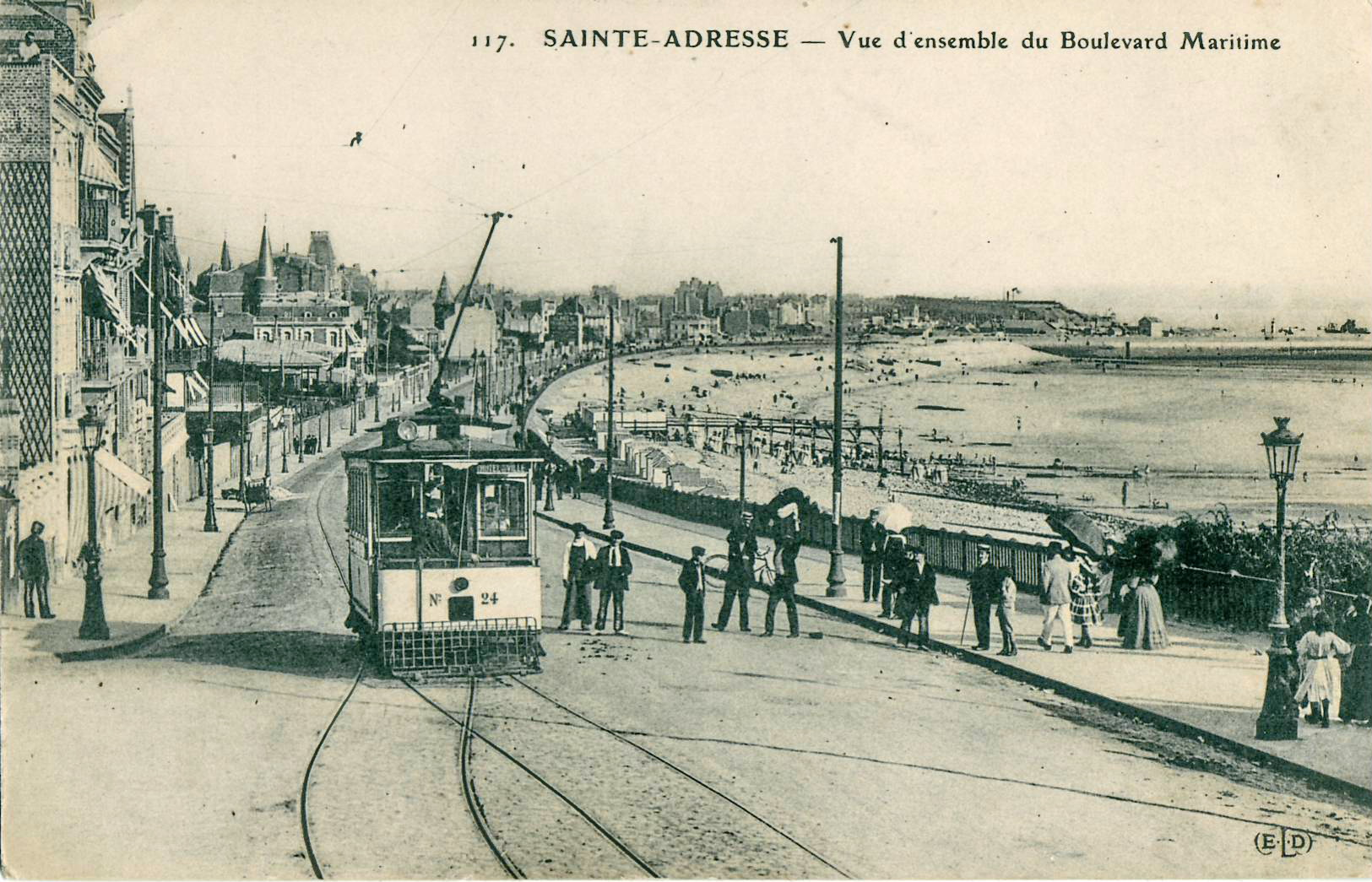
Elektrische Straßenbahn auf dem Boulevard Maritime in Sainte-Adresse

Die CGFT investierte kaum in die Verbesserung des Streckennetzes. Aus diesem Grund übte die Stadt Druck aus, indem sie für neue Linien die Berücksichtigung von Konkurrenzunternehmen in Erwägung zog. Um ihr Monopol zu schützen, beschloss die CGFT am 28. Oktober 1892 die Elektrifizierung des Streckennetzes und die Senkung der Fahrpreise. Die Arbeiten wurden zwischen Februar und August 1894 ausgeführt, die Inbetriebnahme des elektrischen Straßenbahnverkehrs erfolgte am 25. September 1894. Die Compagnie française de matériel de chemin de fer (CFMCF) in Ivry-sur-Seine baute 40 Motorwagen. Davon besaßen 24 einen 25-PS-Motor, während 16 Wagen mit zwei identischen Motoren ausgestattet waren, um die steilen Anstiege auf der Strecke nach Sainte-Adresse bewältigen zu können.
Le Havre war die erste französische Großstadt mit einem vollständig elektrifizierten Straßenbahnnetz. Nach der Elektrifizierung des bestehenden Netzes begann die CGFT im Jahr 1896 mit der Umsetzung eines umfangreichen Ausbauprogramms. Die neuen Strecken verbanden verschiedene Stadtteile von Le Havre mit Industrie- und Hafenanlagen sowie mit mehreren Vororten. Ihren Höhepunkt erreichte die Straßenbahn 1913, als sie 21,6 Millionen Fahrgäste jährlich beförderte sowie über 102 Motor- und 43 Beiwagen verfügte. Die maximale Streckenlänge betrug 57,414 Kilometer; darin inbegriffen waren die Strecken zweier kleiner Straßenbahnbetriebe und einer Standseilbahn, die von der CGFT übernommen worden waren.

### Kriegsfolgen und Schließung

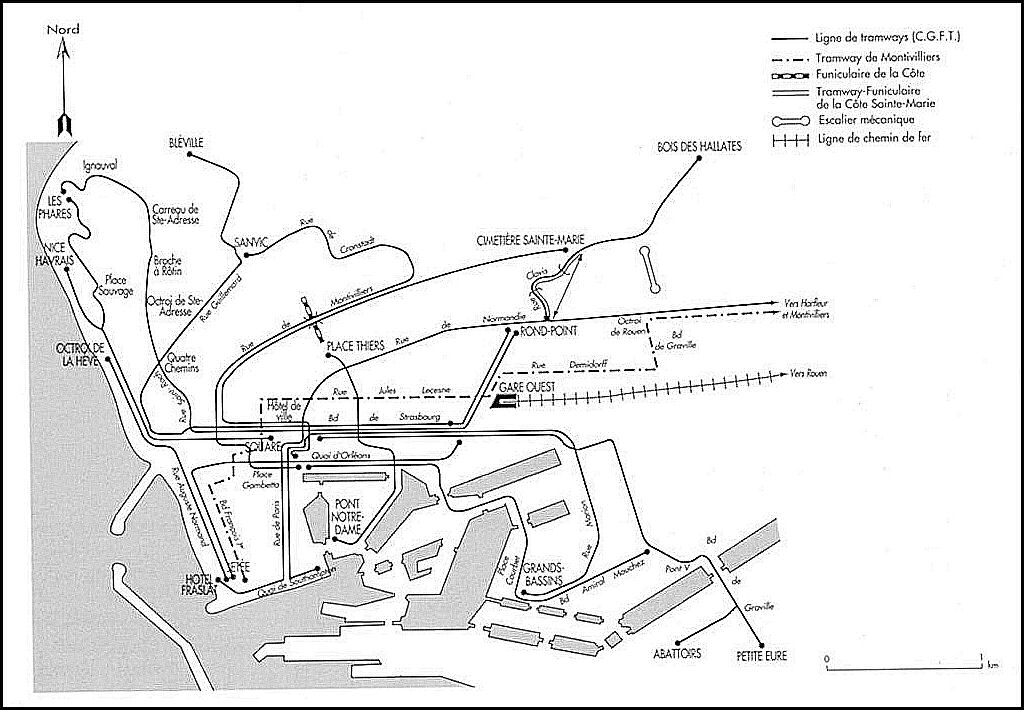
Streckennetz der alten Straßenbahn

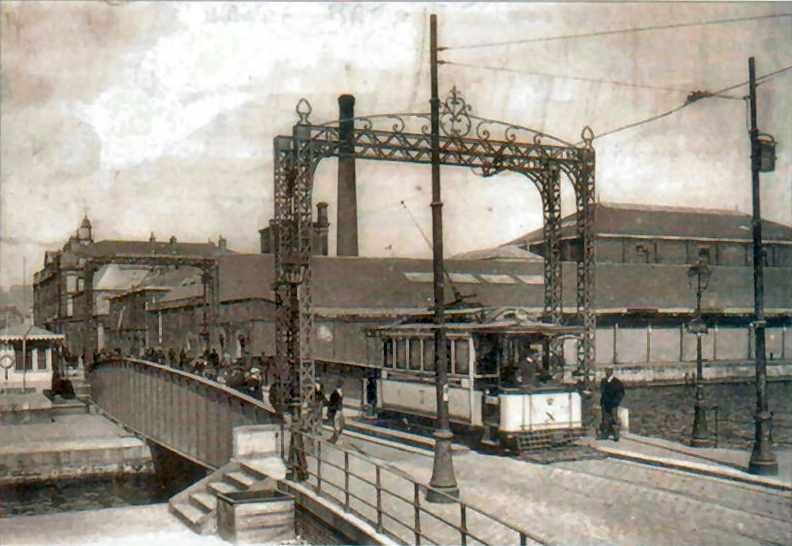
Straßenbahn im Hafenviertel

Um während des Ersten Weltkriegs den Betrieb aufrechterhalten zu können, setzte die CGFT belgische und britische Fahrer ein, ab 1916 auf so genannt „einfachen“ Strecken auch Frauen. Mehrere Wagen transportierten Verwundete vom Bahnhof zu den Militärspitälern der Stadt. Zu Beginn des Jahres 1917 wurde eine drei Kilometer lange provisorische Strecke gebaut, um den Transport von Arbeitern zu neuen Fabriken am Canal de Tancarville zu erleichtern. Nach Kriegsende geriet die CGFT in wirtschaftliche Schwierigkeiten, da aufgrund der mangelnden Wartung während der Kriegsjahre Gleise und Rollmaterial mit hohem Aufwand instand gesetzt werden mussten. In den 1920er Jahren musste Personal abgebaut werden, der Fahrplan wurde ausgedünnt und mehrere Strecken, die als nicht modernisierungswürdig galten, wurden stillgelegt. 1928 beschloss die Stadt die Einführung von Omnibuslinien. Diese blieben zunächst auf Nebenlinien beschränkt und bildeten noch keine ernsthafte Konkurrenz für die Straßenbahn, deren Wagen modernisiert wurden. Die CGFT führte 1930 den Einmannbetrieb ein; außerdem lieferte die Société auxiliaire française de tramways (SAFT) neue Motorwagen mit stärkerem Antrieb (75 PS) und modernen Bremsen, die auf der abschüssigen Strecke zwischen Bahnhof und Bléville zum Einsatz kamen.
Der Zweite Weltkrieg traf Le Havre hart. Nach der Eroberung Frankreichs im Juni 1940 bauten die Deutschen die Stadt im Rahmen des Atlantikwalls zu einer Festung aus und nutzten die Straßenbahn zu ihren eigenen Zwecken. Der zwischenzeitlich unterbrochene Betrieb normalisierte sich vorübergehend wieder und im Dezember 1940 zählte man täglich 40.000 Fahrgäste. Die zahlreichen Luftangriffe der Alliierten zwischen 1941 und 1944 führten zu beträchtlichen Schäden. Ein besonders massives Bombardement am 5. und 6. September 1944 legte das Stadtzentrum in Schutt und Asche und zerstörte weitgehend die Anlagen der CGFT. Von den ursprünglich 107 Motor- und 26 Beiwagen waren nur noch 25 bzw. 10 fahrfähig, über ein Dutzend Angestellte waren ums Leben gekommen und mehrere Depots waren schwer beschädigt worden.
Im Oktober 1944 konnte der Betrieb wieder aufgenommen werden. Ende 1946 wurden wieder acht Linien befahren. Doch die Ära der Straßenbahn schien vorbei zu sein. Am 1. August 1947 verkehrte der erste Trolleybus. Schließlich beschloss die Stadt am 13. Juli 1948 die komplette Umstellung der Straßenbahn auf Bus- und Trolleybusbetrieb. Die letzte Straßenbahn verkehrte knapp drei Jahre später, am 4. Juni 1951.

### Weitere Bahnen

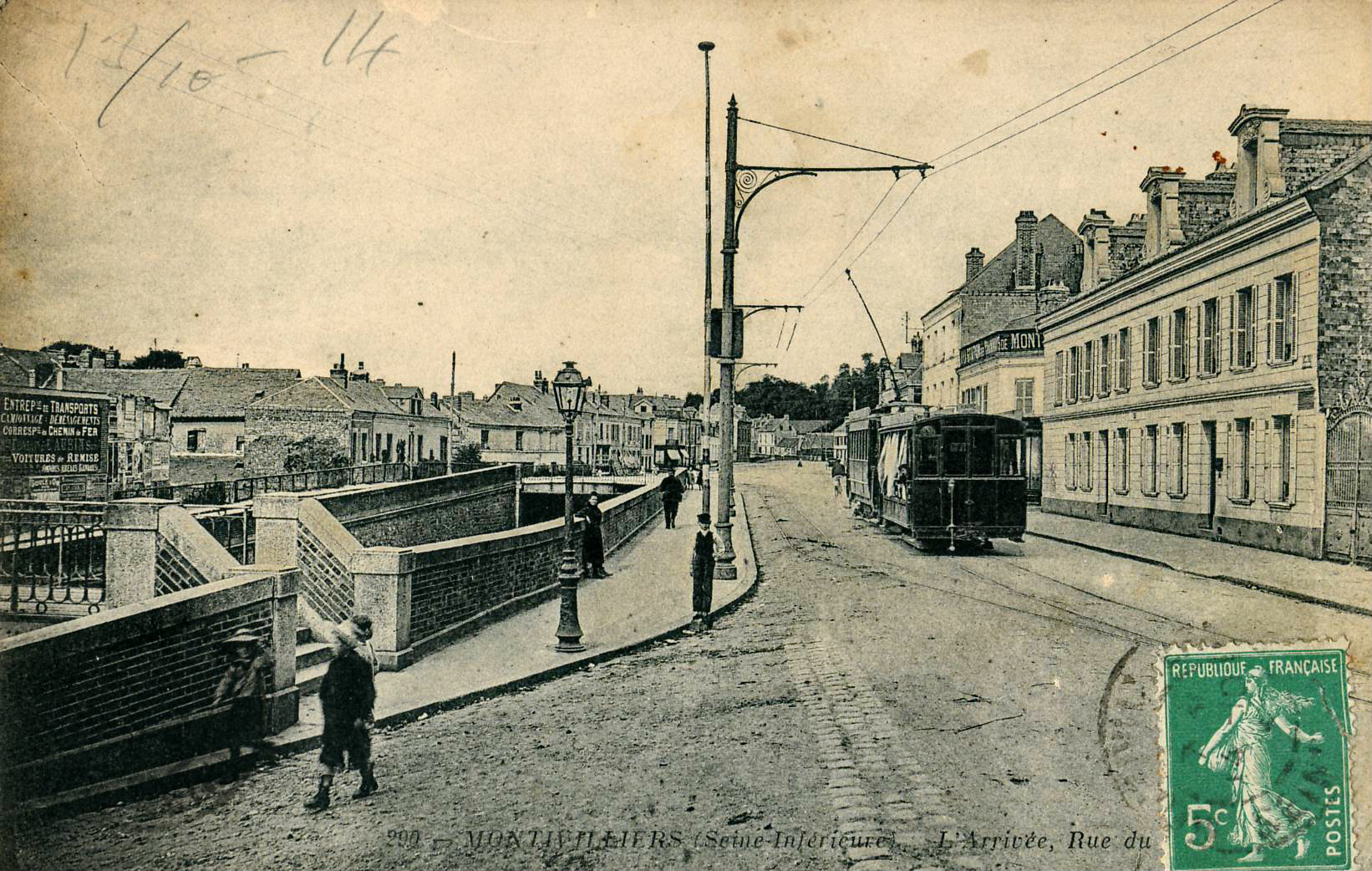
Straßenbahn nach Montivilliers

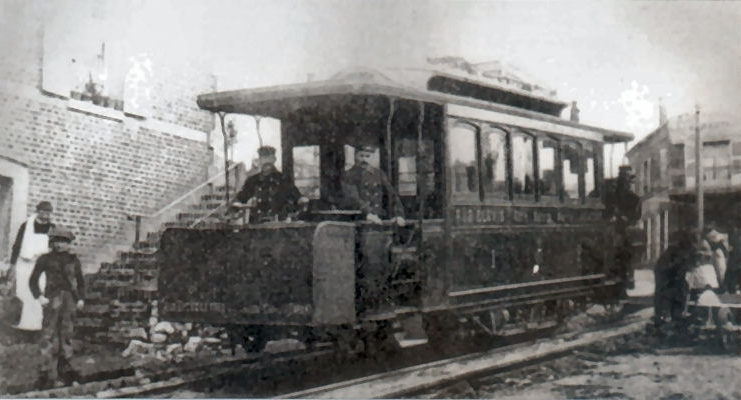
Bergstation der Straßenbahn zum Friedhof Sainte-Marie

Die benachbarte Stadt Montivilliers beschloss den Bau einer Überlandstraßenbahn, um eine bessere Verbindung nach Le Havre zu ermöglichen. Den Zuschlag erhielt die Compagnie française des voies ferrées économiques (VFE). Sie baute eine meterspurige elektrische Straßenbahn von der Landungsbrücke in Le Havre über den dortigen Bahnhof und Harfleur nach Montivilliers. Die Inbetriebnahme erfolgte am 12. Juli 1899. Zum Einsatz kamen 20 Motorwagen von Thomson-Houston mit einer Motorenleistung von 65 PS, ab 1900 ergänzt durch zehn offene Beiwagen. Obwohl die Compagnie havraise de tramways électriques (CHTE) im Februar 1901 den Betrieb übernahm, verschlechterte sich die finanzielle Situation zusehends. Schließlich übernahm die CGFT die Strecke am 14. Dezember 1908 und integrierte sie mittels einer Umspurung auf Normalspur in das übrige Straßenbahnnetz.
Am 1. November 1895 erfolgte die Eröffnung einer dampfbetriebenen Kabelstraßenbahn zwischen der Rue Clovis und dem Friedhof Sainte-Marie. Die Strecke war 745 Meter lang (davon 291 Meter im Tunnel) und überwand eine Höhendifferenz von 70 Metern. Die von der Compagnie du Tramway Funiculaire de la Côte Sainte-Marie betriebene Bahn erwies sich als unzuverlässig. Als sich die Entgleisungen häuften, musste der Betrieb am 15. März 1896 unterbrochen werden. Anschließend wurde die Strecke zu einer elektrischen Straßenbahn umgebaut und am 15. September 1897 wiedereröffnet. Zum Einsatz gelangten vier Motorwagen von Thomson-Houston mit einer Leistung von 100 PS. Es handelte sich um die damals stärksten Motorwagen Europas auf einer normalspurigen Adhäsionsbahn. Im September 1898 ging die Gesellschaft in Konkurs, ebenso die nachfolgende im November 1901. Der Betrieb lief bis August 1902 unter einem Liquidator weiter. 1911 wurde er unter der Kontrolle der CGFT und mit modernerem Rollmaterial wiederaufgenommen. Im September 1944 wurde die Strecke durch Bombardemente unwiederbringlich zerstört.

## Wiedereinführung der Straßenbahn
Nach der Einstellung aller drei Trolleybuslinien am 29. Dezember 1970 umfasste der öffentliche Personennahverkehr in Le Havre ausschließlich Omnibuslinien – mit Ausnahme der Standseilbahn Le Havre. An die Stelle der zwischenzeitlich kommunalisierten CGFT trat 1991 die Compagnie des transports de la porte océane (CTPO), deren Aufgabenträger der Gemeindeverband Communauté d’agglomération Havraise ist. Die CTPO ist seit 2006 eine Tochtergesellschaft von Veolia Transdev und trägt den Markennamen LiA.

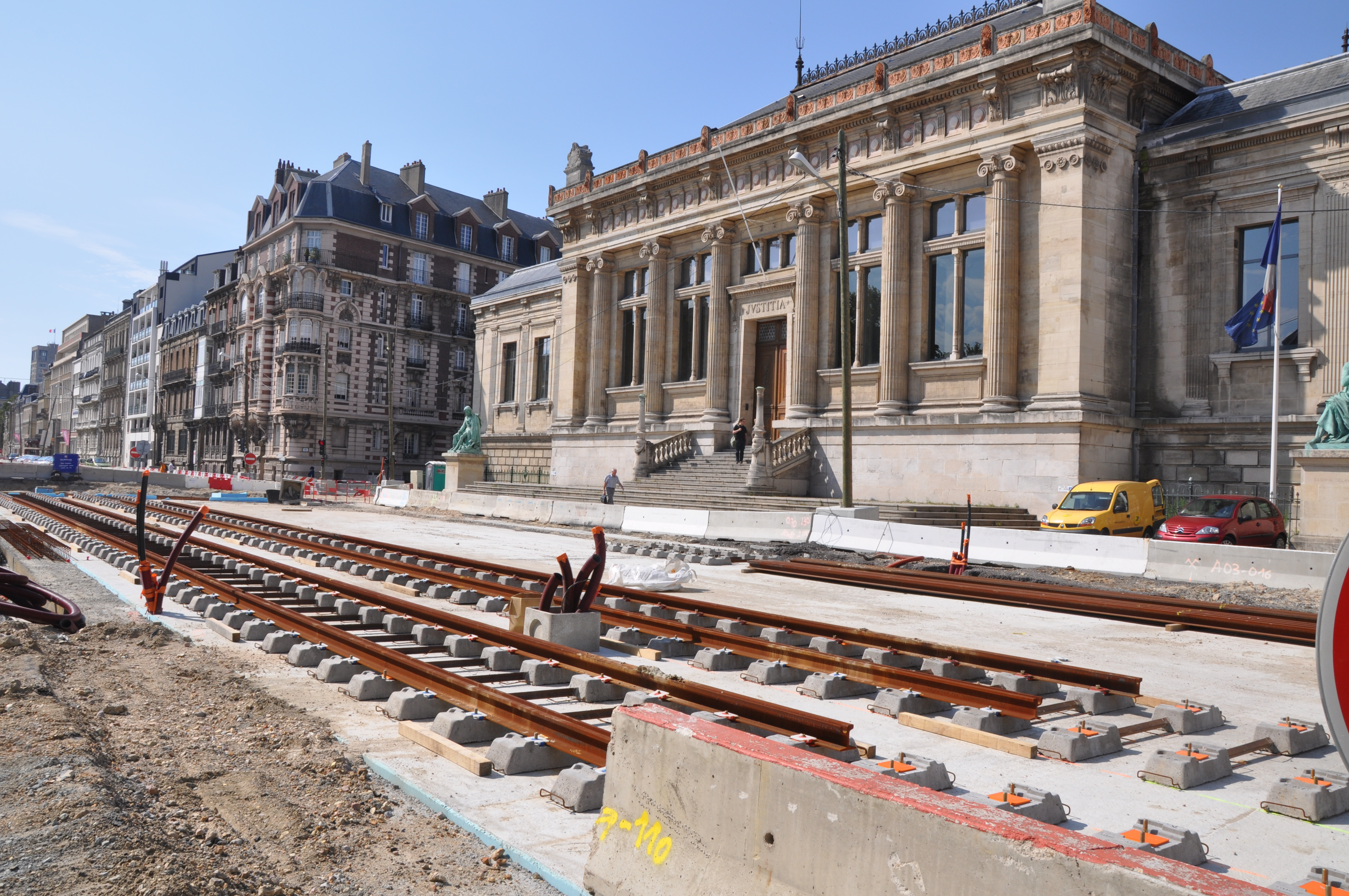
Bauarbeiten vor dem Justizpalast

2003 erstellte der Gemeindeverband Communauté d’agglomération Havraise einen neuen Stadtverkehrsplan (plan de déplacement urbains); darin war erstmals von der Wiedereinführung der Straßenbahn die Rede. Von November 2006 bis Februar 2007 wurde eine öffentliche Anhörung durchgeführt, um die Meinung der Bevölkerung zu einem neuen Verkehrsmittel auf eigener Trasse einzuholen (zur Debatte standen auch ein spurgeführter Trolleybus und eine „Tramway sur pneumatiques“). Am 13. März 2007 beschlossen die Delegierten des Gemeindeverbandes grundsätzlich für ein spurgeführtes Verkehrsmittel, am 10. Juli 2007 entschieden sie sich definitiv für eine konventionelle Straßenbahn.
Nach einer weiteren öffentlichen Anhörung von Oktober bis Dezember 2009 begannen die Bauarbeiten im März 2010. Sie standen unter der Leitung des Ingenieurunternehmens Systra. Ebenfalls beteiligt waren die Unternehmen Ingérop, Ateliers Lion, Attica und Ateliers Osty. Wie bei französischen Straßenbahnprojekten üblich nutzte man die Gelegenheit, die zu durchfahrenden Straßen mit verschiedenen gestalterischen Maßnahmen aufzuwerten. So wurden beispielsweise 2300 Bäume, 17.000 Sträucher und 50.000 andere Pflanzen neu gepflanzt. Die Baukosten betragen 395 Millionen Euro. Davon entfallen 60 % auf den Gemeindeverband, 23 % auf das Département Seine-Maritime und die Region Haute-Normandie sowie 17 % auf die von Unternehmen zu entrichtende Verkehrssteuer (Versement transport). Die Eröffnung fand am 12. Dezember 2012 statt.

## Neue Straßenbahn (seit 2012)

### Streckennetz
Das Streckennetz weist die Form eines Y auf. Es ist 13 Kilometer lang, besitzt 23 Haltestellen und wird von zwei Linien befahren. Der westliche Endpunkt beider Linien ist Porte Océane am Strand. Auf dem gemeinsam befahrenen Abschnitt entlang der Hauptachsen Avenue Foch, Boulevard de Strasbourg und Cours de la République werden im Stadtzentrum unter anderem das Rathaus, die Unterpräfektur, der Justizpalast, der Bahnhof und die Universität Le Havre erschlossen. Der Hügelzug mit dem Friedhof Sainte-Marie wird in einem rund 700 Meter langen Tunnel unterquert. Dieser verläuft parallel zum Tunnel Jenner, einem 1955 eröffneten Straßentunnel. Am Place Jenner (nördliches Tunnelportal) verzweigt sich die Strecke. Der westliche Streckenast führt nach Mont Gaillard und Grand Hameau (in der Nähe des Flughafens), der östliche nach Cacriauville Pré-Fleuri. Während der Hauptverkehrszeit verkehrt auf der Stammstrecke alle drei Minuten eine Straßenbahn, auf den Außenästen alle sechs Minuten.

### Fahrzeuge

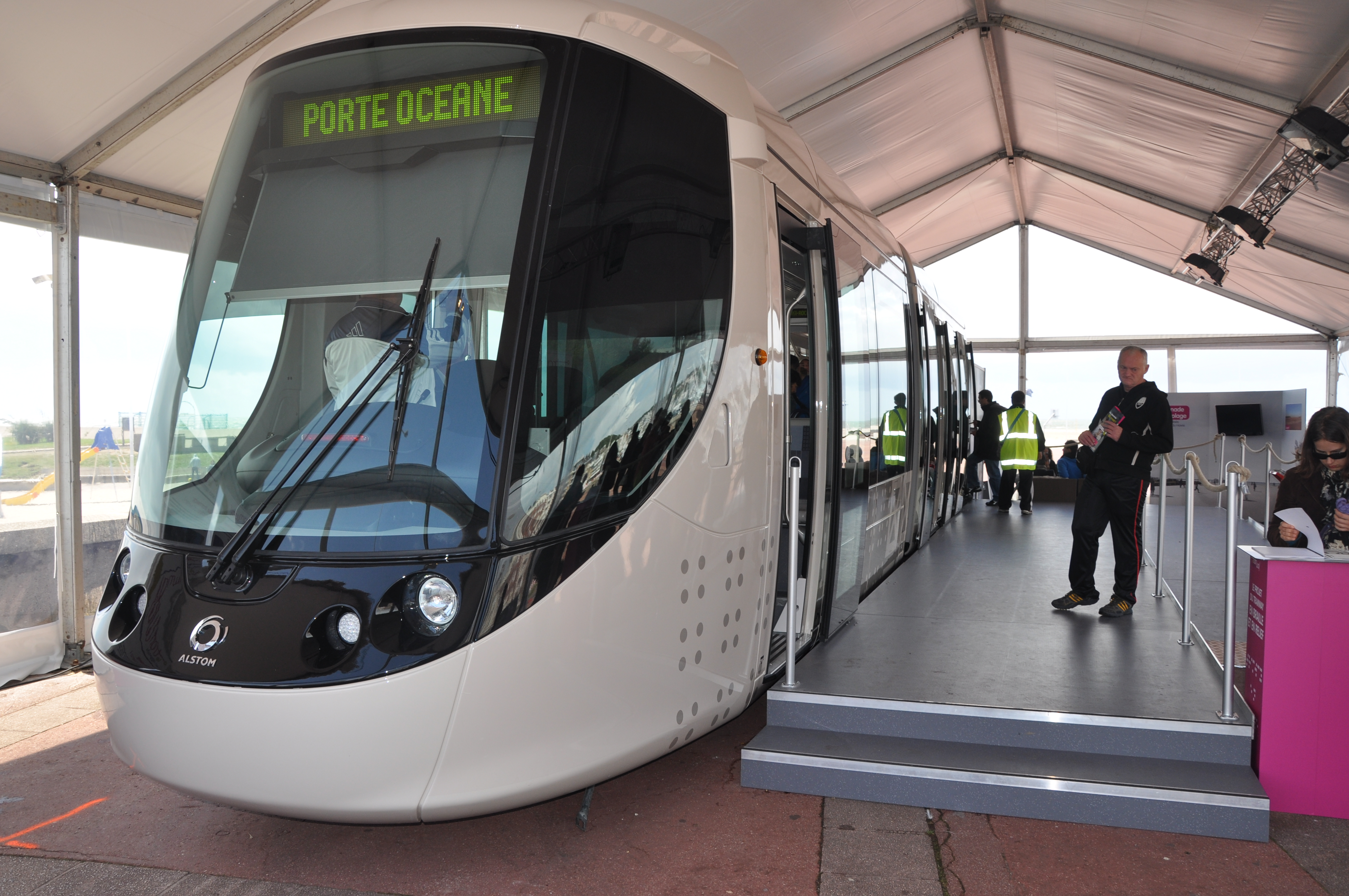
Modell eines Alstom Citadis 302

Der Gemeindeverband veranstaltete eine öffentliche Ausschreibung zur Wahl des Rollmaterials. Am 1. Juli 2010 erhielt das französische Unternehmen Alstom den Zuschlag. Geliefert wurden 22 Fahrzeuge des Typs Alstom Citadis 302 zum Preis von insgesamt 54,6 Millionen Euro. Die fünfteiligen Fahrzeuge sind 32 Meter lang und zu 100 % niederflurig. Obwohl das Gebiet um die Avenue Foch und das Rathaus zum Welterbe der UNESCO gehört, entschieden sich die Verantwortlichen dafür, die gesamte Strecke mit Oberleitungen auszustatten, im Gegensatz etwa zu Nizza (Batteriebetrieb) oder Bordeaux (Stromschiene). Das Depot befindet sich in der Nähe der Endhaltestelle Grand Hameau. Am 13. Februar 2012 wurde das erste Fahrzeug ausgeliefert.
Zur Deckung des mit dem weiteren Netzausbau (Linie C) erhöhten Fahrzeugbedarfs wurde im September 2023 eine weitere Ausschreibung zur Beschaffung von acht bis zwölf Fahrzeugen veröffentlicht. Auch diese gewann Alstom, nun mit dem Fahrzeugtyp Citadis 305.

### Netzerweiterung
Bis 2027 soll das Straßenbahnnetz um eine weitere Linie ergänzt werden. Die Linie C verkehrt überwiegend auf einer neuen Strecke. Nur in einem Stationsabstand zwischen Université und Gares wird die bestehende Strecke der Linien A und B verwendet.
Im Norden biegt die Linie C zukünftig von Université Richtung Osten ab. Zunächst auf der Rue Demidoff und der Avenue Jean Jaurès verkehrend, wechselt die Straßenbahn in Harfleur auf die Trasse der Bahnstrecke Chemin de Fer de la Vallée de la Lézarde, welche für den Straßenbahnbetrieb bis Montivilliers adaptiert wird. Der von der SNCF im Auftrag der Stadt Le Havre auf dieser Strecke betriebene Vorortverkehr unter dem Namen Lézard'Express Régionale wurde daher mit 1. September 2024 eingestellt.
Im Süden entsteht ein Abzweig von der Haltestelle Gares beim Bahnhof Le Havre über das Quartier de l’Eure nach Vallée Béreult.
Für die Linie C werden 14 km neue Gleise und 17 neue Stationen errichtet. 25 000 Fahrgäste pro Tag sind prognostiziert. Das Intervall soll zur Spitzenzeit 10 Minuten betragen, wobei im überlappenden Abschnitt zwischen Université und Gares gemeinsam mit den Linien A und B dann etwa alle 3 Minuten eine Straßenbahn verkehrt.